# Прокопий Касандрийски
Прокопий (на гръцки: Προκόπιος, Прокопиос) е гръцки духовник, митрополит на Цариградската патриаршия.

## Биография
Роден е в 1814 година в малоазийското градче Миханиона. През 1845 година е ръкоположен за дякон и служи в патриаршеския храм „Свети Георги“ в Цариград, във „Въведение Богородично“ в Ставродроми (Бейолгу) и в „Свети Архангели“ в Арнауткьой (Мега Рема), в която осем години е ефимерий.
На 17 април 1855 година е ръкоположен в „Свети Николай“ в Галата за клавдиуполски епископ, викарий на Константинополската архиепископия и архиерейски наместник на „Свети Николай“ в Галата.
На 1 май 1865 е избран за мъгленски митрополит. Илия Гулабчев го нарича „високо учен и авторитетен“. При управлението му в Лерин допуска преминаване на част от паството му към Българската екзархия, начело с иконом Константин Гулабчев, и затова в 1877 година е преместен на катедрата в Бер.
Начело е на епархията от 2 май 1877 до 14 април 1892 година. Преместен е в Полигирос като касандрийски архиепископ. Умира през октомври 1900 година или на 20 януари 1901 година.